# John H. Pugh
John Howard Pugh (* 23. Juni 1827 in Unionville, Chester County, Pennsylvania; † 30. April 1905 in Burlington, New Jersey) war ein US-amerikanischer Politiker. Zwischen 1877 und 1879 vertrat er den Bundesstaat New Jersey im US-Repräsentantenhaus.

## Werdegang
John Pugh besuchte die öffentlichen Schulen seiner Heimat sowie die Friends School in Westtown. Im Jahr 1847 war er in Marietta als Lehrer tätig. Nach einem anschließenden Medizinstudium an der University of Pennsylvania in Philadelphia und seiner 1852 erfolgten Zulassung als Arzt begann er in Bristol in diesem Beruf zu arbeiten. 1854 verlegte er seinen Wohnsitz und seine Arztpraxis nach Burlington in New Jersey. Während des Bürgerkrieges war er in Beverly Arzt in einem Militärkrankenhaus der Unionsarmee. Dabei verzichtete er auf sein Gehalt. Pugh wurde auch auf dem Banksektor tätig und war 36 Jahre lang Präsident der Mechanics’ National Bank of Burlington.
Politisch wurde er Mitglied der Republikanischen Partei. Bei den Kongresswahlen des Jahres 1876 wurde er im zweiten Wahlbezirk von New Jersey in das US-Repräsentantenhaus in Washington, D.C. gewählt, wo er am 4. März 1877 die Nachfolge von Samuel A. Dobbins antrat. Da er im Jahr 1878 dem Demokraten Hezekiah Bradley Smith unterlag, konnte er bis zum 3. März 1879 nur eine Legislaturperiode im Kongress absolvieren.
Nach dem Ende seiner Zeit im US-Repräsentantenhaus praktizierte John Pugh wieder als Arzt. Außerdem war er Mitglied im Bildungsausschuss des Staates New Jersey. Er starb am 30. April 1905 in Burlington, wo er auch beigesetzt wurde.